# Letojanni
Letojanni település Olaszországban, Szicília régióban, Messina megyében. Lakosainak száma 2842 fő (2023. január 1.). Letojanni Castelmola, Gallodoro, Taormina, Forza d’Agrò és Mongiuffi Melia községekkel határos.

## Népesség
A település lakossága az elmúlt években az alábbi módon változott:
| Lakosok száma | 2839 | 2831 | 2842 |
|               | 2017 | 2018 | 2023 |